# Erich von Däniken
Pour les articles homonymes, voir Däniken (homonymie).
Erich von Däniken, né le 14 avril 1935 à Zofingue, en Suisse, est un auteur suisse allemand de livres pseudoscientifiques, dont, en 1968, Erinnerungen an die Zukunft, Ungelöste Rätsel der Vergangenheit (Présence des extraterrestres en version française), un des ouvrages fondateurs de la théorie des anciens astronautes et de l'astroarchéologie.

## Biographie

### Études
Enfant, Erich von Däniken fréquente l'école catholique internationale Saint-Michel à Fribourg (Suisse), où il reçoit une éducation catholique stricte.
Il n'a aucun bagage scientifique ou archéologique. Son seul titre universitaire est celui de docteur honoris causa de La Universidad Boliviana.

### Occupations professionnelles
Ses études secondaires terminées, il occupe des emplois saisonniers dans l'hôtellerie et consacrant ses loisirs à lire et à voyager, notamment en Amérique du Sud, en Russie et en Égypte.

### Premier livre à succès:Présence des extraterrestres
En 1968, von Däniken publie Erinnerungen an die Zukunft, Ungelöste Rätsel der Vergangenheit (littéralement « mémoires du futur, mystères non résolus du passé »), qui est traduit en français et en anglais l'année suivante sous les titres respectifs de Présence des extraterrestres et Chariots of the Gods? Unsolved Mysteries of the Past. Il a en financé la publication avec de l'argent puisé dans la caisse de son employeur, ce qui lui a valu une condamnation à trois ans et demi de prison pour escroquerie,.
Dans ce premier livre, l'auteur expose la théorie des « anciens astronautes », selon laquelle des visiteurs extraterrestres influencent l'humanité depuis la préhistoire. Pour lui, les récits faisant état de contacts entre les hommes et les dieux sont en fait liés à d'anciens contacts entre nos ancêtres et des émissaires extraterrestres venus leur apprendre les rudiments de la civilisation. Grâce à sa version en anglais, l'ouvrage est un succès de librairie international,. Il s'en vend plus de quatre millions d'exemplaires dans le monde entre 1969 et 1974.
Une bonne partie de la matière de l'ouvrage est empruntée à un livre de Desmond Leslie et de George Adamski paru en 1953, Flying Saucers Have Landed, lequel comporte un chapitre intitulé Chariots of the Gods. Von Däniken se sert aussi dans les textes de Robert Charroux, qui avait fait paraître, en 1963, son Histoire inconnue des hommes depuis cent mille ans et en 1965 Le Livre des secrets trahis, ou dans ceux de Paul Thomas (pseudo du compositeur Paul Misraki), auteur en 1962 du livre Les Extraterrestres.
Dans les années 1970, Von Däniken continue sur sa lancée et publie, toujours dans le même registre Zurück zu den Sternen (1969), en français Retour aux étoiles (1970), Aussat und kosmos  (1972), en français L'Or des dieux (1974), Erscheinungen (1974), en français Le Livre des apparitions (1975), Le Monde fabuleux des grandes énigmes (1974), Beweise (1977), en français Mes preuves (1978).

### Voyages astraux
Courtisant assidûment[non neutre] les médias, von Däniken n'hésite pas à se vanter[non neutre] de voyages astraux et à expliquer comment il savait que des extraterrestres étaient descendus sur Terre autrefois : « J'étais là lorsqu'[ils] sont arrivés. Et je sais qu'ils reviendront ».

### Éclipse et regain
Après une éclipse dans les années 1980, ses théories connaissent un regain de popularité à la fin du XXe siècle, grâce à des émissions télévisées qui les popularisent auprès du grand public et permettent à l'auteur de publier de nouveaux ouvrages.
En 2003, Erich von Däniken crée à Interlaken un parc à thème, Mystery Park, pour illustrer ses théories. Qualifié de « Tchernobyl culturel » par la communauté scientifique, le parc fait faillite et ferme ses portes en 2006. Il réouvre, temporairement, en 2009 avant de changer de nom et devenir le Jungfrau Park.
À partir de 2010, von Däniken est un contributeur fréquent de la série télévisée Ancient Aliens où il vient régulièrement promouvoir ses théories sur les anciennes civilisations et les contacts extraterrestres avec l'humanité.

## Réfutation des théories de von Däniken
Pour le déboulonneur ufologique Vernon Macdonald, von Däniken fait partie de ces experts ès « anciens astronautes » qui, bien que n'ayant aucun bagage professionnel en histoire, en archéologie et autres sciences apparentées, avancent constamment, dans ces domaines, des choses pour lesquelles ils n'ont pas le début d'une preuve.

### Les lignes de Nazca
Dans Présence des extraterrestres, Erich von Däniken propose la théorie ufologique selon laquelle les lignes de Nazca seraient des pistes d'atterrissage pour vaisseaux spatiaux extraterrestres et les figures des signaux réalisés par la population locale d'après les instructions émises par leurs occupants.
À cette théorie, l'archéologue Maria Reiche répondit que les prétendues pistes d'atterrissage, étant des zones débarrassées de leurs pierres, n'offraient qu'un sol des plus mous dans lequel les vaisseaux extraterrestres n'auraient pas manqué de s'enfoncer.
Une photo mise en avant par Von Däniken en 1970 et laissant voir une configuration qui, selon lui, évoquait grandement une aire de stationnement d'avion dans un aéroport moderne, est la vue, recadrée, de l'articulation du genou d'une des représentations d'oiseau, le vaisseau qui s'y garerait devrait donc être bien minuscule.
En fait, la théorie de von Dâniken est reprise de remarques faites par le premier chercheur à avoir étudié les lignes, Paul Kosok, en 1947 : « Observées depuis les airs, [les lignes] se virent baptisées terrains d'atterrissage préhistoriques et comparées par plaisanterie aux prétendus canaux de Mars ».

## Publications
- Présence des extraterrestres, Éditions Robert Laffont, 1969 ((de) Erinnerungen an die Zukunft, 1968)Titre anglais : Chariots of the Gods. Unsolved Mysteries of the Past
- Retour aux étoiles, Éditions Robert Laffont, 1970 ((de) Zurück zu den Sternen, 1969)Réédité en 1975 par les Éditions J'ai lu, coll. « L'Aventure mystérieuse », no A322 sous le titre Vers un retour aux étoiles
- L'Or des dieux. Les extraterrestres parmi nous, Éditions Robert Laffont, collection Les énigmes de l’Univers, 1974 ((de) Aussat und kosmos, 1972)Réédition en 1979 aux Éditions J'ai lu, coll. « L'Aventure mystérieuse », no A365
- Le Livre des apparitions, Éditions Albin Michel, coll. « Les Chemins de l’impossible », 1975 ((de) Erscheinungen, 1974), 327 p.Réédité aux Éditions J'ai lu, coll. « L'Aventure mystérieuse », no A377
- Le Monde fabuleux des grandes énigmes, Éditions Robert Laffont, 1974
- Mes preuves. Cinq continents témoignent, Éditions Albin Michel, coll. « Les Chemins de l'impossible », 1978 ((de) Beweise, 1977), 364 p.  (ISBN 2-226-00686-9)Réédité par les Éditions J'ai lu, coll. « L'Aventure mystérieuse » no A394
- Preuves des civilisations extra-terrestres, Éditions du Rocher, coll. « Aux confins de l’étrange », 1989